# Chariklia Baxevanos
Chariklia Baxevanos (née le 15 mars 1936 à Zurich) est une actrice suisse.

## Biographie
Son père, le ténor d'opéra grec Peter Baxevanos, travaille principalement au Volksoper de Vienne et à l'Opéra d'État. Chariklia Baxevanos va dans une école religieuse à Vienne (Sacré Cœur). L'actrice Helene Thimig convainc ses parents du talent de leur fille et l'invite à étudier le théâtre au Séminaire Max-Reinhardt à Vienne.
À 16 ans, elle fait ses débuts au cinéma dans un petit rôle dans Wir werden das Kind schon schaukeln. Dans les années 1950, on la voit souvent dans des films musicaux et de vacances populaires à l'époque.
Par la suite, elle joue principalement au théâtre, notamment au Theater in der Josefstadt de Vienne, au Schauspielhaus de Zurich, à la Kammerspiele de Munich et au Komödie am Kurfürstendamm de Berlin, où elle continue de ravir le public en 2003. Dans les années suivantes, elle est principalement en tournée.
Le 23 octobre 2011, elle participe à la création de la pièce Spätlese de Folke Braband sur la scène du Theater am Kurfürstendamm à Berlin, mise en scène par Jürgen Wölffer. Au total, elle incarne plus de 100 rôles principaux au théâtre.
Elle participe à de nombreuses productions télévisuelles, comme la série Wilhelmina où elle tient le rôle titre.
En tant que doubleuse, elle prête sa voix à Shirley MacLaine, Madeline Kahn, Mireille Darc ou Mary Tyler Moore.
Chariklia Baxevanos fut mariée deux fois. En 1960, elle épouse l'acteur Horst Frank, il est le père de sa fille Désirée. Ils divorcent un an plus tard. Puis elle rencontre Harald Juhnke et entretient une relation avec lui pendant dix ans jusqu'en 1971, avant de se séparer de lui à cause de son alcoolisme.
En secondes noces, l'actrice se marie avec le metteur en scène Christian Wölffer au le milieu des années 1970. Elle apparaît sur scène avec son ex-mari à plusieurs reprises.

## Filmographie
- 1952 : On se tirera d'affaire (de)
- 1953 : Franz Schubert – Ein Leben in zwei Sätzen (de)
- 1955 : Mozart
- 1956 : Bademeister Spargel (de)
- 1956 : Musikparade
- 1956 : Manöverball (de)
- 1957 : Das Tagebuch der Anne Frank (TV)
- 1957 : Scherben bringen Glück (de)
- 1957 : Die unentschuldigte Stunde
- 1957 : Von allen geliebt (de)
- 1957 : Sissi face à son destin
- 1957 : Die liebe Familie (TV)
- 1957 : Ein Stück vom Himmel
- 1958 : Eva küßt nur Direktoren
- 1958 : Liebelei (TV)
- 1958 : Hoch klingt der Radetzkymarsch
- 1958 : Majestät auf Abwegen (de)
- 1959 : Was eine Frau im Frühling träumt
- 1959 : Im 6. Stock (TV)
- 1959 : Meine Tochter Patricia (de)
- 1959 : Neues aus dem 6. Stock (TV)
- 1959 : Ende des 6. Stocks (TV)
- 1959 : SOS - Train d'atterrissage bloqué
- 1960 : Der eingebildete Kranke (TV)
- 1962 : Was Ihr wollt (TV)
- 1963 : Der Privatdetektiv (TV)
- 1963 : Mamselle Nitouche (TV)
- 1963 : Ich liebe dich (TV)
- 1963 : Fräulein, schreiben sie! (TV)
- 1964 : Kammerjungfer (TV)
- 1964 : Das Ungeheuer von London-City
- 1964 : Bei Tag und Nacht (TV)
- 1965 : Krampus und Angelika (TV)
- 1965 : Champagnerlily (TV)
- 1965 : Vor Nachbarn wird gewarnt (TV)
- 1966 : Familie Schimek (TV)
- 1966 : Feine Herrschaften (TV)
- 1966 : Miranda (TV)
- 1967 : Der Dreispitz (TV)
- 1967 : Ist er gut? – Ist er böse? (TV)
- 1967 : Verräter (série télévisée)
- 1968 : Wilhelmina (série télévisée)
- 1969 : Novellen aus dem wilden Westen (série télévisée)
- 1969 : Katzenzungen (TV)
- 1969 : L'Homme à l'œil de verre
- 1969 : Der Geizige (TV)
- 1969 : Romeo und Julia '70 (TV)
- 1969 : Sturm im Wasserglas (TV)
- 1969 : Ein Dorf ohne Männer (TV)
- 1970 : Ausreißer (TV)
- 1970 : Die Preußen kommen (TV)
- 1970 : Die vertagte Nacht (TV)
- 1973 : Die Welt des Robert Stolz (TV)
- 1973 : So’n Theater (TV)
- 1975 : Beschlossen und verkündet (série télévisée, épisode : Ehrenmänner)
- 1981 : Erben will gelernt sein (TV)
- 1981 : Streichquartett (TV)
- 1981–1984 : Leute wie du und ich (série télévisée)
- 1982 : Es muß ja nicht der erste sein (TV)
- 1982 : Unterwegs nach Atlantis (de) (série télévisée)
- 1983 : Das Traumschiff: Kenia (TV)
- 1984 : Manfred Krug: Krumme Touren (série télévisée)
- 1986 : Der Kandidat (TV)
- 1986 : Das Traumschiff: Thailand (TV)
- 1989 : Trouble im Penthouse (TV)
- 1990 : Zwiebeln und Butterplätzchen (TV)
- 1993 : Das Traumschiff: Südafrika (TV)
- 1993 : Geschichten aus der Heimat – Ein Kerl wie Samt und Seide (TV)